# Там був принц
Там був принц (англ. A Prince There Was) — американська драма режисера Тома Формана 1921 року.

## У ролях
- Томас Міган — Чарльз Едвард Мартін
- Мілдред Гарріс — Кетрін Вудс
- Шарлотта Джексон — Комфорт Браун
- Найджел Баррі — Джек Каррутерс
- Гай Олівер — Бленд
- Артур Стюарт Галл — Дж. Дж. Страттон
- Сільвія Ештон — місіс Праут
- Фред Гантлі — містер Крікет
- Пічес Джексон — маленька дівчинка